# Ole Miss Rebels

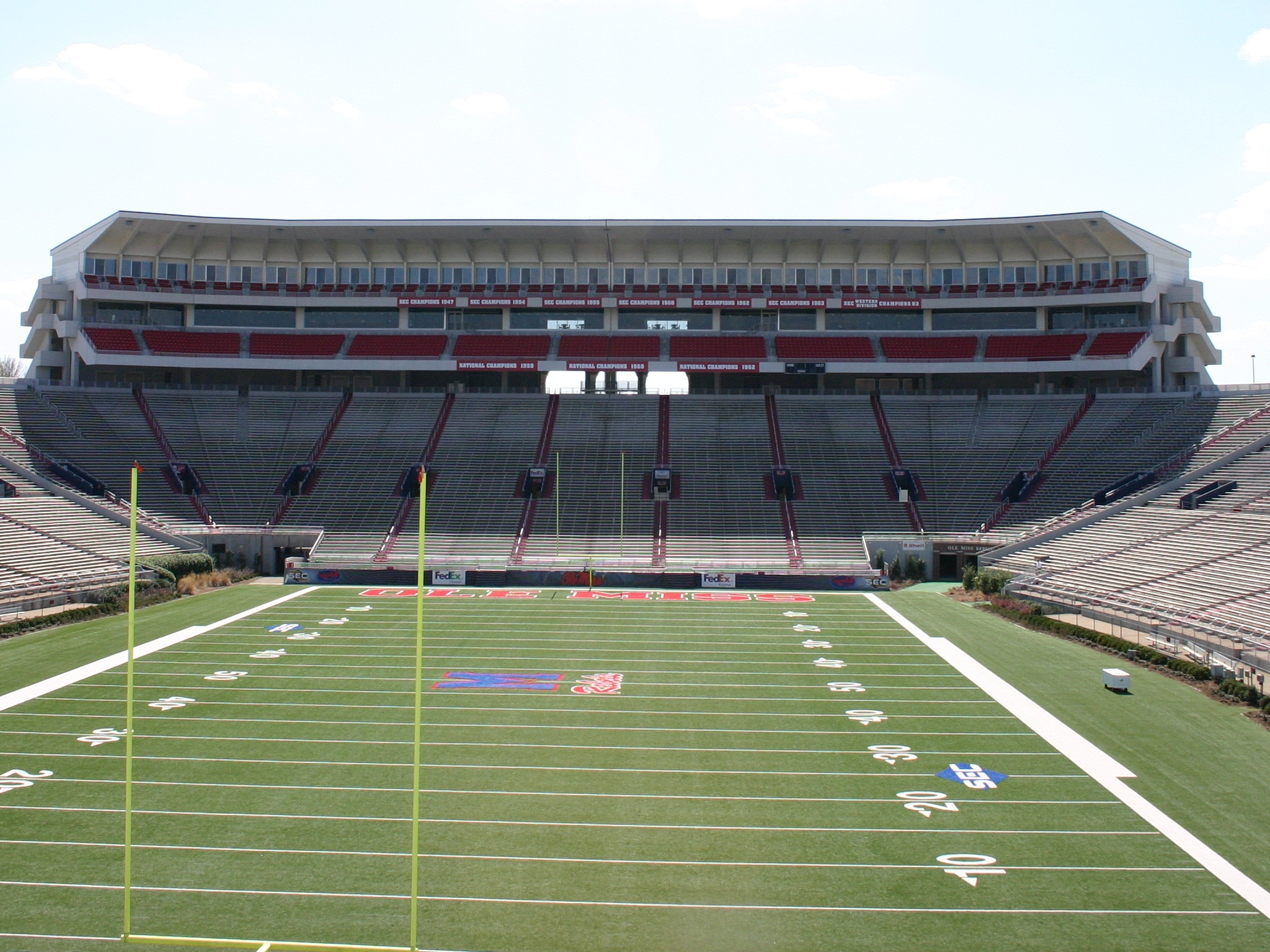
Vaught–Hemingway Stadium.

Ole Miss Rebels (en inglés: Rebeldes de Ole Miss) es el nombre de los equipos deportivos de la Universidad de Misisipi, también conocida como Ole Miss, que se encuentra en Oxford, en el estado de Misisipi. Los equipos de los Rebels participan en las competiciones universitarias organizadas por la NCAA, y forma parte de la Southeastern Conference.

## El origen deOle Miss
El que se refiera a la Universidad de Misisipi como Ole Miss tiene sus orígenes en 1896, cuando se realizó un concurso para poner nombre al tradicional anuario de la institución. Fue Miss Elma Meek, de Oxford, la que propuso el nombre ganador, y fue así como, cada nueva entrega del anuario llevaba ese encabezamiento, siendo al final el sobrenombre por el que se conoce a la universidad, y por lo que a sus equipos deportivos se les conoce como Rebels de Ole Miss.

## Fútbol americano
Es, probablemente, el equipo que más éxitos ha dado a la universidad. Han ganado el título nacional en 3 ocasiones, en 1959, 1960 y 1962. Además, han participado en 31 Bowls, de los que han ganado 19. Además, han ganado en 6 ocasiones el título de conferencia de la SEC, y más de 200 jugadores salidos de sus aulas han jugado como profesionales a lo largo de sus 114 años de historia.

## Baloncesto
No tiene tanta tradición como el fútbol americano. Tan solo en una ocasión se proclamaron campeones de su conferencia, en 1981, y nunca han llegado a la fase final de la NCAA. 8 jugadores han llegado a jugar en la NBA, pero ninguno de ellos de renombre.